# Cobelura sergioi
Cleodoxus sergioi là một loài bọ cánh cứng trong họ Cerambycidae.